# 淀町
淀町是奉天滿鐵附屬地的一個町。位於今天的中華人民共和國遼寧省瀋陽市和平區，在北四條通以東，鄰接宇治町和松島町。